# Murici (kommun)
Murici är en kommun i Brasilien.   Den ligger i delstaten Alagoas, i den östra delen av landet, 1 500 km nordost om huvudstaden Brasília. Antalet invånare är 26 706. Arean är 424 kvadratkilometer.
Terrängen i Murici är platt söderut, men norrut är den kuperad.
Följande samhällen finns i Murici:
- Murici

Omgivningarna runt Murici är en mosaik av jordbruksmark och naturlig växtlighet. Runt Murici är det ganska tätbefolkat, med 72 invånare per kvadratkilometer.